# Chun'an
Chun'an ⓘ (en chino simplificado, 淳安县; pinyin, Chún ān xiàn) es una condado bajo la administración directa de la subprovincia de Hangzhou en la Provincia de Zhejiang, República Popular China. La parte urbana se localiza en valle a una altura media de 25 m s. n. m. donde es bañada por el río Qiantang, un desagüe del lago Qiandao (千岛湖). Su área es de 4417 y su población para 2018 fue de más de 350 mil habitantes.

## Administración
El condado de Chun'an se divide en 22 pueblos, que se administran en 11 poblados y 12 villas:
- Poblados:Qiandaohu, Linqi, Weiping, Jiangjia, Fenkou, Shilin, Dashu, Tangcun, Zitong, Zhongzhou, Wenchang, Fengshuling.
- Villas: Lishang, Pingmen, Langchuan, Anyang, Wangbu, Guocun, Jinfeng, Yaoshan, Guangchang, Songcun, Jiuken, Yanjia, Baima, Zuokou, Wangzhai, Fuwen, Hengyan, Jieshou.

## Clima
| Parámetros climáticos promedio de Chun'an (1981−2010) | Parámetros climáticos promedio de Chun'an (1981−2010) | Parámetros climáticos promedio de Chun'an (1981−2010) | Parámetros climáticos promedio de Chun'an (1981−2010) | Parámetros climáticos promedio de Chun'an (1981−2010) | Parámetros climáticos promedio de Chun'an (1981−2010) | Parámetros climáticos promedio de Chun'an (1981−2010) | Parámetros climáticos promedio de Chun'an (1981−2010) | Parámetros climáticos promedio de Chun'an (1981−2010) | Parámetros climáticos promedio de Chun'an (1981−2010) | Parámetros climáticos promedio de Chun'an (1981−2010) | Parámetros climáticos promedio de Chun'an (1981−2010) | Parámetros climáticos promedio de Chun'an (1981−2010) | Parámetros climáticos promedio de Chun'an (1981−2010) |
| Mes                                                   | Ene.                                                  | Feb.                                                  | Mar.                                                  | Abr.                                                  | May.                                                  | Jun.                                                  | Jul.                                                  | Ago.                                                  | Sep.                                                  | Oct.                                                  | Nov.                                                  | Dic.                                                  | Anual                                                 |
| ----------------------------------------------------- | ----------------------------------------------------- | ----------------------------------------------------- | ----------------------------------------------------- | ----------------------------------------------------- | ----------------------------------------------------- | ----------------------------------------------------- | ----------------------------------------------------- | ----------------------------------------------------- | ----------------------------------------------------- | ----------------------------------------------------- | ----------------------------------------------------- | ----------------------------------------------------- | ----------------------------------------------------- |
| Temp. máx. abs. (°C)                                  | 21.9                                                  | 26.4                                                  | 32.4                                                  | 34.0                                                  | 35.9                                                  | 36.4                                                  | 40.7                                                  | 40.5                                                  | 39.8                                                  | 36.9                                                  | 29.6                                                  | 22.2                                                  | '                                                     |
| Temp. máx. media (°C)                                 | 9.2                                                   | 11.1                                                  | 15.1                                                  | 21.6                                                  | 26.6                                                  | 29.1                                                  | 33.4                                                  | 33.3                                                  | 28.9                                                  | 23.7                                                  | 17.8                                                  | 12.0                                                  | 21.8                                                  |
| Temp. media (°C)                                      | 5.3                                                   | 6.9                                                   | 10.5                                                  | 16.3                                                  | 21.4                                                  | 24.7                                                  | 28.6                                                  | 28.3                                                  | 24.3                                                  | 19.2                                                  | 13.3                                                  | 7.7                                                   | 17.2                                                  |
| Temp. mín. media (°C)                                 | 2.6                                                   | 3.9                                                   | 7.2                                                   | 12.6                                                  | 17.7                                                  | 21.5                                                  | 25.2                                                  | 24.8                                                  | 21.1                                                  | 15.7                                                  | 10.0                                                  | 4.5                                                   | 13.9                                                  |
| Temp. mín. abs. (°C)                                  | -5.8                                                  | -5.7                                                  | -2.3                                                  | 2.6                                                   | 8.3                                                   | 13.6                                                  | 18.3                                                  | 18.5                                                  | 12.8                                                  | 4.4                                                   | -0.9                                                  | -6.7                                                  | '                                                     |
| Precipitación total (mm)                              | 78.8                                                  | 99.5                                                  | 167.6                                                 | 177.5                                                 | 180.3                                                 | 278.7                                                 | 155.4                                                 | 106.3                                                 | 95.4                                                  | 59.1                                                  | 71.0                                                  | 45.5                                                  | 1515.1                                                |
| Humedad relativa (%)                                  | 75                                                    | 76                                                    | 77                                                    | 77                                                    | 77                                                    | 81                                                    | 77                                                    | 76                                                    | 75                                                    | 73                                                    | 74                                                    | 72                                                    | 75.8                                                  |
| Fuente: China Meteorological Data Service Center      |                                                       |                                                       |                                                       |                                                       |                                                       |                                                       |                                                       |                                                       |                                                       |                                                       |                                                       |                                                       |                                                       |